# 코모도왕도마뱀
코모도왕도마뱀(Komodo monitor) 또는 코모도드래곤(Komodo dragon)은 인도네시아의 코모도섬, 린차섬, 플로레스섬, 길리모탕섬, 파달섬, 코모도국립공원 등에서 서식하는 대형 도마뱀이다. 왕도마뱀과에 속하며 현존하는 도마뱀 가운데 가장 커서 다 자라면 몸 길이 3m, 몸무게 170kg에 달한다.
코모도왕도마뱀이 유달리 큰 몸집을 설명하는 이론에는 도서 거대화 가설이 있다. 이 가설은 코모도왕도마뱀이 다른 포식자가 없는 상태에서 최상위 포식자 지위를 차지하자 몸집이 커지는 방향으로 진화하게 되었다고 본다. 그러나, 최근의 연구는 도서 거대화 가설을 부정하고, 오히려 다른 거대동물들과 함께 아시아에서 인도네시아를 거쳐 오스트레일리아까지 확산된 여러 왕도마뱀속 가운데 지금까지 살아남은 것이라는 견해를 보이고 있다. 오스트레일리아에서 발견된 3백 8십만 년 된 왕도마뱀속 화석과 플로레스 섬에서 발견된 90만년 전 화석이 이러한 견해를 뒷받침 한다.
코모도왕도마뱀은 그들의 서식지에서 가장 큰 생물로서 자신이 살고 있는 생태계를 좌지우지한다. 코모도왕도마뱀의 침에는 여러 가지 유독한 미생물이 있어서 다른 동물이 물리면 중독되어 죽게 되고, 코모도왕도마뱀은 이를 이용해 먹이를 사냥하여 먹는다. 코모도왕도마뱀의 먹이로는 여러 무척추동물과 조류, 포유류(염소, 사슴, 멧돼지, 원숭이) 따위가 있고 심지어는 물소까지도 잡아먹는다. 가끔은 사람을 공격하기도 한다.
코모도왕도마뱀의 짝짓기 계절은 5월에서 8월 사이로 9월에 20개 가량의 알을 낳는데, 메거포드의 빈 둥지를 사용하거나 직접 굴을 파서 낳기도 한다. 알은 7 - 8 개월 뒤 먹이감인 곤충들이 창궐하는 시기인 4월에 부화한다. 어린 새끼는 다른 동물들이나 다 큰 것들에게 잡아먹히지 않으려고 나무 위에서 생활한다. 다 자라기까지는 8 - 9년이 걸리고, 수명은 30년 정도이다.
1910년, 서구의 과학자들이 코모도왕도마뱀을 처음 알게 되었다. 거대한 크기와 무시무시한 생김새 때문에 동물원에서 인기있는 생물이 되었으나, 인간의 활동으로 서식지가 점차 파괴되어 국제 자연 보전 연맹이 지정하는 멸종위기 취약 단계에 처하게 되었다. 인도네시아 정부는 코모도 국립공원과 같은 보호 구역을 설정하고 법률로 보호하고 있다.

## 진화사
코모도왕도마뱀이 속하는 왕도마뱀속 도마뱀들은 4천만년 전 아시아에서 오스트레일리아에 걸쳐 살았고, 1천 5백만년 전 무렵에는 오스트레일리아에서 오늘날 인도네시아 제도가 되는 지역에 걸쳐 서식하였다. 4백만년전 오스트레일리아에 살던 코모도왕도마뱀의 선조들은 지금과는 다르게 생겼지만, 오스트레일리아 퀸즐랜드주에서 발견된 화석으로 미루어보아 오스트레일리아에서 진화한 종이 인도네시아 지역으로 건너가 지금의 코모도왕도마뱀이 되었다는 것을 알 수 있다. 마지막 빙하기 시대에는 해수면이 지금보다 무척 낮았기 때문에 당시 오스트레일리아와 인도네시아는 하나의 땅덩이로 연결되어 있었다. 이후 빙하기가 끝나고 해수면이 오르자 코모도왕도마뱀은 지금의 서식지에 고립된 것이다.

## 특징

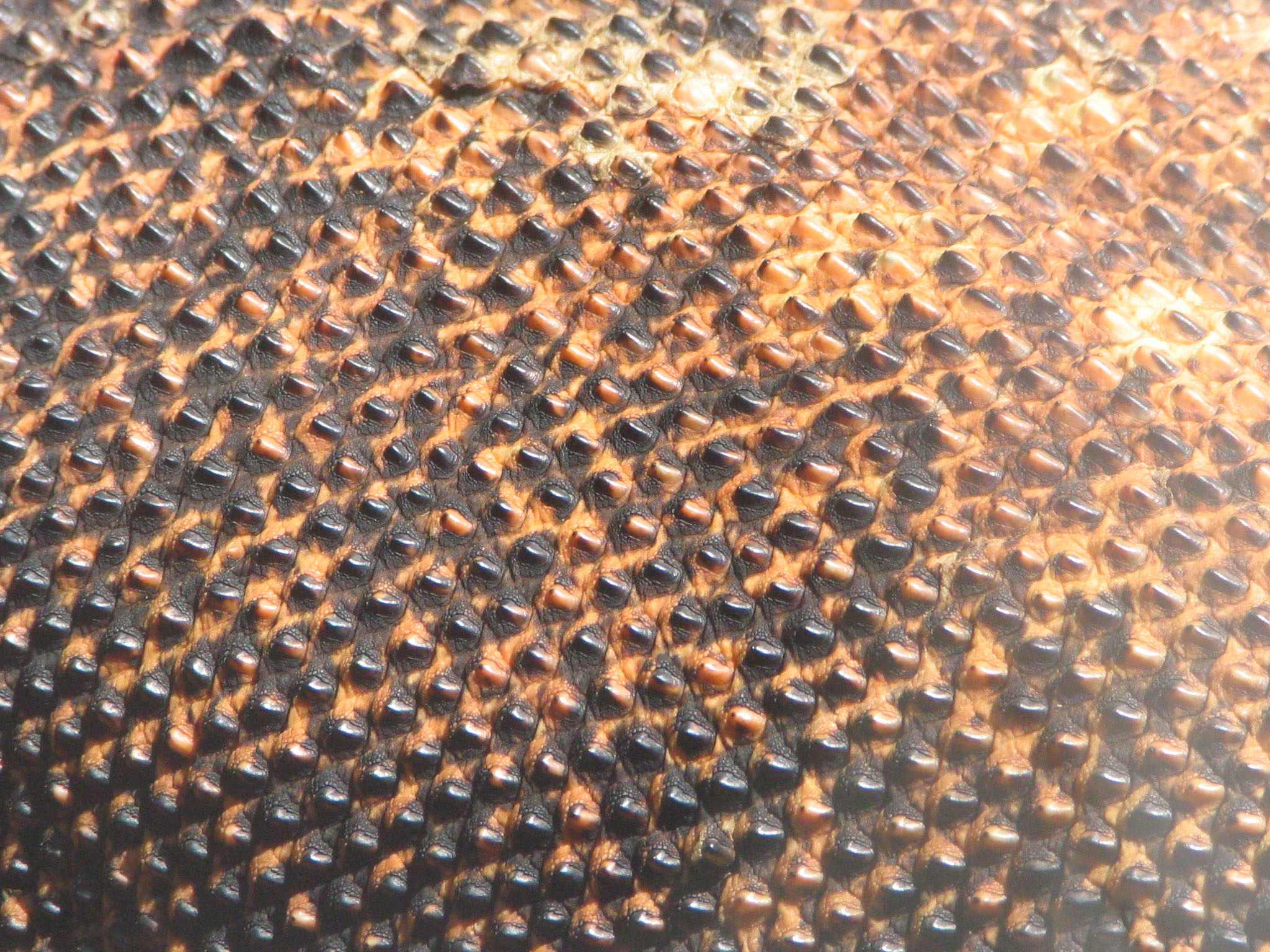
코모도왕도마뱀의 비늘

야생에서 다 자란 코모도왕도마뱀의 무게는 약 70 kg 정도이며, 그보다 훨씬 무거운 개체도 발견된다. 기록상 가장 큰 것으로는 몸길이 3.13 m, 몸무게 166 Kg이나 되는 것도 있었다. 꼬리가 길어서 몸길이 가운데 60% 정도를 차지한다. 코모도왕도마뱀의 가죽은 천연 사슬 갑옷 노릇을 하는 골편(Osteoderm)이라 불리는 뼈로된 비늘로 덮여 있다.
코모도왕도마뱀은 입에 2.5 cm의 날카로운 이빨을 지니고 있다. 코모도왕도마뱀의 이빨은 평소에 잇몸 속에 완전히 감추어져 있다가 사냥감을 물때만 드러난다. 이렇게 사냥감을 물고 나서 다시 이빨을 감추면 침에 피가 비쳐 붉게 보인다. 이렇게 입에 고인 피는 입 속에 사는 여러 박테리아의 영양분이된다.
다른 왕도마뱀과 동물들과 같이 코모도왕도마뱀도 귀 속에 뼈가 하나뿐으로, 등자뼈가 고막에 연결되어 있다. 이 때문에 사람이 20 - 20,000 헤르츠 범위의 소리를 들을 수 있는 것과 달리, 코모도왕도마뱀은 400 - 2000 헤르츠 범위의 소리만을 들을 수 있다.
입 속에는 긴 노란색 혀가 있다. 코모도왕도마뱀은 이 혀와 코 속의 보습코기관을 이용하여 냄새를 맡는데, 바람에 실려 온 냄새를 맡기 위해 머리를 이리 저리 흔들며 걷는다. 4 - 9.5 Km 밖에서 실려온 냄새도 맡을 수 있다. 미각은 형편없어서 소수의 미뢰가 목구멍 뒤 쪽에 자리하고 있다. 귀와 입, 턱, 발바닥에 나 있는 골편 비늘엔 신경이 연결되어 있어서 촉각을 느낀다.

## 생태
코모도왕도마뱀은 덥고 매마른 곳을 좋아한다. 서식처는 주로 매마른 수풀지대와 열대우림 저지대이다. 변온동물로서 간혹 야간 활동을 하기도 하지만 대부분 주행성을 보인다. 평소에는 단독 생활을 하며 사냥한 먹이를 먹을 때만 몰려든다. 시속 20 km의 속도로 달릴 수 있으며, 4.5 m 깊이의 물 속까지도 잠수할 수 있다. 어렸을 때에는 날카로운 발톱을 이용하여 나무에 오른다. 주변을 살필 때에는 뒷다리와 꼬리를 이용하여 일어서기도 한다. 발에는 크고 날카로운 발톱이 달려 있어 무기 구실을 한다.
다 자란 코모도왕도마뱀은 1~2 m 넓이의 굴을 파고 그 속에서 쉬거나 잠을 잔다. 코모도왕도마뱀은 이렇게 해서 햇볕에 자신의 몸이 너무 뜨거워지는 것을 피할 수 있다. 시원한 바닷바람이 불어오는 풀밭에 숨어있다가 사슴을 사냥하기도 한다.

### 식성

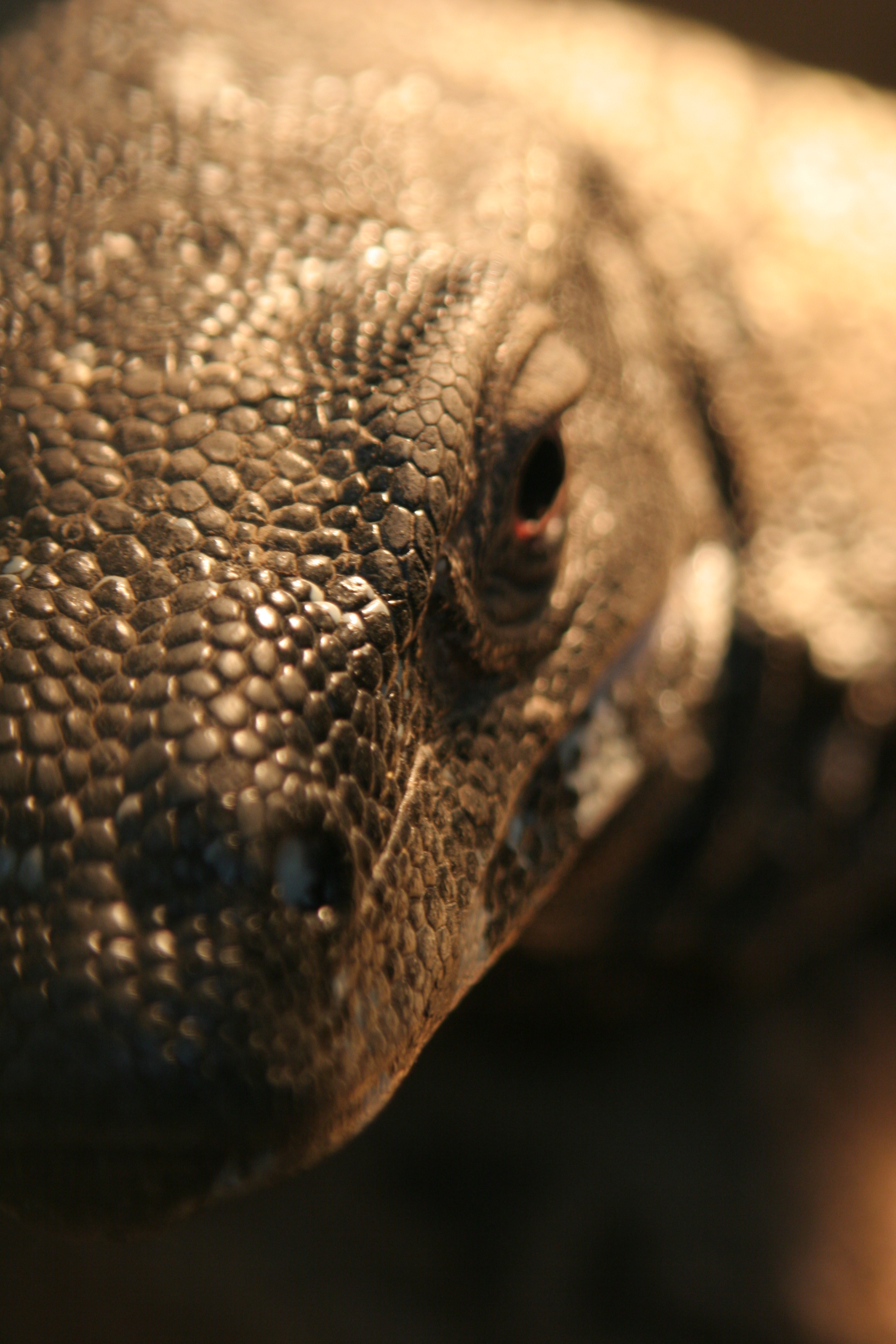
코모도왕도마뱀의 머리

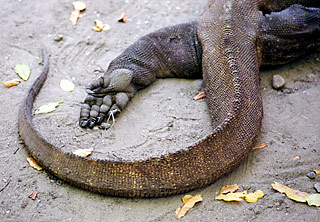
코모도왕도마뱀의 뒷발과 꼬리

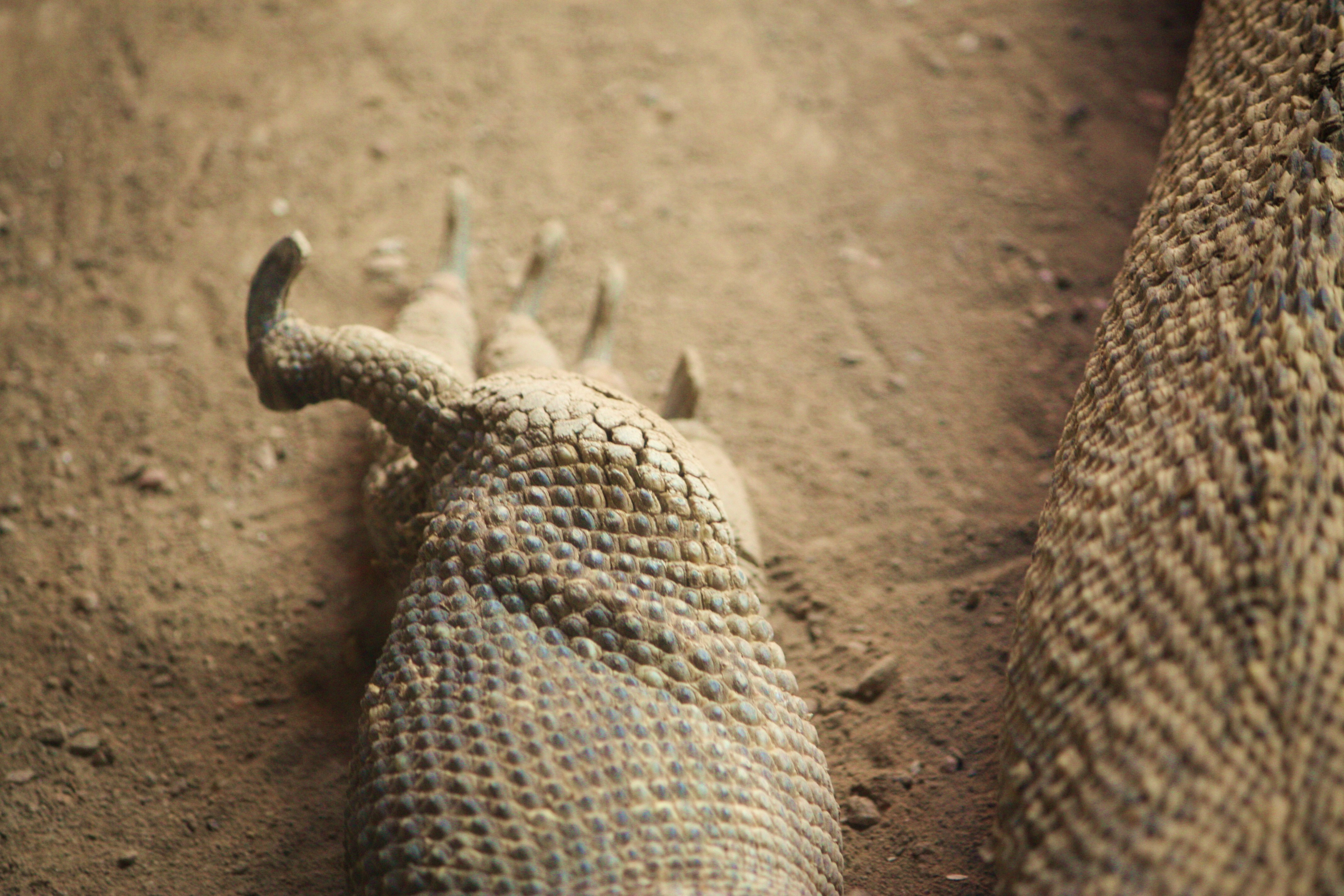
코모왕도마뱀의 앞발

코모도왕도마뱀은 육식성으로 주로 죽은 동물의 사체를 먹는다. 코모도왕도마뱀은 혀를 이용한 예민한 후각으로 죽었거나 죽어가는 동물의 위치를 찾아간다. 가장 멀리는 9.5 km 밖의 시체 냄새도 맡는다고 한다. 사슴이나 맷돼지를 긴 꼬리를 이용해 공격하기도 한다.
큰 짐승은 앞발의 발톱과 이빨을 사용해 조각내어 먹지만, 작은 짐승은 통째로 삼킨다. 먹이를 통째로 삼킬 때에는 턱관절이 분리되어 입을 크게 벌리며, 위와 장 역시 크게 늘어난다. 입에서 나오는 붉은 색 침이 윤활유 역할을 하지만 통째로 삼키는 것은 아무래도 시간이 걸린다. 작은 염소 한마리를 통째로 삼키는데는 15~20분 정도가 걸린다. 가끔 먹이를 보다 빨리 삼키기 위해 먹이를 삼키는 입을 나무에 대고 밀어대는데 힘이 무척 세서 나무가 넘어지기도 한다. 먹이를 삼키는 동안 숨이 막히지 않는 이유는 혀 밑에 허파로 연결되는 숨구멍이 있기 때문이다. 먹이를 다 먹고 나면 몸무게가 80%나 늘어난다.
먹이가 빨리 소화되지 않으면 그 사이 삼킨 짐승이 썩어서 독소가 될 수 있기 때문에, 먹이를 먹은 코모도왕도마뱀은 햇볕이 잘 드는 곳으로 이동하여 소화를 시킨다. 코모도왕도마뱀은 신진대사가 느리기 때문에 1년에 12번 정도만 먹이를 먹고도 살 수 있다. 소화 되지 않는 뼈나 털과 같은 것이 위에서 뭉쳐진 펠릿(pellet)을 도로 뱉어낸다. 펠릿을 뱉어낸 뒤에는 흙이나 덤불에 머리를 비벼 입에서 점액이 나오도록 한다. 이렇게 하여 코모도왕도마뱀은 다시 자기 배설물의 냄새를 지우고 사냥할 준비를 할 수 있다.
가장 큰 숫놈이 먼저 먹이를 먹고 난 뒤에야 다른 작은 숫놈이 먹이에 접근할 수 있다. 큰 놈이 먹이를 먹는 사이 작은 놈은 쉿쉿거리는 소리를 내며 자기 차례를 기다린다. 유사한 크기의 숫놈들은 먹이를 놓고 싸운다. 보통은 진쪽이 물러서지만 간혹 이긴 녀석이 진쪽을 잡아먹는 경우도 있다.
코모도왕도마뱀은 주변의 동물을 닥치는대로 먹는데, 무척추동물, 코모도왕도마뱀의 새끼를 포함한 여러 파충류, 조류와 그 알, 작은 포유류, 원숭이, 맷돼지, 염소, 사슴, 말, 물소 등 그야말로 가리지 않는다. 어린 코모도왕도마뱀은 주로 곤충이나 작은 포유류, 도마뱀붙이, 조류의 알 따위를 먹는다.

### 타액
코모도왕도마뱀의 침에는 대장균, 포도상구균, 프로비덴시아, 프로테우스와 같은 부패성 병원균이 가득하다. 동물원에서 기르는 것은 입속을 닦고 항생제를 놓기 때문에 침속에 병원균이 살지는 않지만, 야생의 것을 붙잡아 채취한 샘플을 분석한 텍사스대학교의 연구진은 코모도왕도마뱀의 침에서 57 종의 세균을 발견하였다. 코모도왕도마뱀의 침 속에서 세균들은 급속히 성장한다. 이 때문에 코모도왕도마뱀에게 물린 동물은 질병에 걸려 약해지고 많은 수가 죽는다. 코모도왕도마뱀이 이런 세균들을 입속에 넣고서도 문제없이 살 수 있는 까닭은 아직 정확히 밝혀지지 않았다.

### 독
2005년 멜버른 대학교의 연구진은 왕도마뱀과에 속하는 페렌테왕도마뱀(Varanus giganteus)과 아가마과 아가마도마뱀이 일종의 독을 분비한다고 추측했다. 연구진은 이들 도마뱀에게 물리면 즉각적으로 중독 증세를 보인다고 여겼다. 오스트레일리아의 레이스왕도마뱀(V. varius), 점박이나무왕도마뱀(V. scalaris), 그리고 코모도왕도마뱀에게 물린 동물들도 동일한 현상을 보인다. 이들에게 물린 동물들은 모두 수 시간 안에 신체가 팽창하고 혈액이 응고되어 극심한 고통으로 서 있을 수 없게 된다.
2009년 같은 연구진은 코모도왕도마뱀이 독을 가지고 있다는 추가 증거를 제시하였다. 연구진은 코모도왕도마뱀의 침샘을 MRI로 촬영하여 코모도왕도마뱀이 무언가를 물 때 침샘에서 독성 단백질을 생성한다는 것을 확인하였다. 이 독성 단백질은 혈압 저하와 혈액 응고를 유발한다. 이 연구진은 코모도왕도마뱀의 공격을 받은 동물이 죽는 까닭은 박테리아 보다 독 때문이라고 주장하고 있다. 그러나, 코네티컷 대학교의 진화생물학자 커트 슈벤크는 이들 연구진이 발견한 독성 유사한 단백질이 실재 침샘에서 생성된다고 하더라도 사냥감이 혈액 응고로 죽는 것을 독 때문이라고 결론짓는 것은 부적절하다고 반박한다.

### 생식
코모도왕도마뱀의 짝짓기는 5월에서 8월 사이에 이루어지고 알은 9월에 낳는다. 짝짓기 기간에 수컷은 자신의 영역에 들어온 암컷을 힘으로 누르고 위에 올라선다. 이렇게 싸우는 과정에서 수컷은 배변을 하거나 침을 뱉기도 한다. 암컷을 제압하는데 성공한 수컷은 긴혀로 암컷을 탐지하여 임신 가능한지를 살핀 후 교미를 시도한다. 이 과정에서 수컷이 발톱으로 암컷의 등에 상처를 입히는 경우가 흔하기 때문에, 암컷 역시 강하게 저항한다.
다른 도마뱀들과 같이 코모도왕도마뱀의 수컷 생식기는 반음경(半陰莖, hemipenis)이다. 수컷은 반음경을 암컷의 총배설강에 삽입하여 사정한다. 도마뱀으로서는 극히 드물게 하나의 짝하고만 짝짓기를 한다.
암컷은 언덕 경사면의 구덩이나 다른 새들의 버려진 둥지에 알을 낳는다. 한 번에 낳는 알의 수는 20개 가량이다. 부화까지는 7 - 8 개월이 걸린다. 새끼들은 부화할 시기가 되면 난치(卵齒)로 껍질을 깨고 나온다. 껍질을 깨고 나온 새끼는 한 두 시간 정도 지나 구덩이 밖으로 나오는데 갖태어난 새끼는 무방비상태에 놓여 다른 동물의 먹이감이 되기도 한다.
어린 새끼는 안전을 위해 몇 년 동안 나무에서 생활한다. 포식자, 특히 다 큰 코모도왕도마뱀의 공격을 피하기 위한 것이다. 코모도왕도마뱀이 다 자라는데 걸리는 시간은 3 - 5년 정도이고 수명은 50년 정도이다.

#### 단성생식
2005년 런던 동물원에 있는 순가이(Sungai)라는 이름의 암컷 코모도왕도마뱀이 수컷과 떨어져 지낸 지 2년이 지난 뒤에 알을 낳아 부화시켰다. 과학자들은 순가이가 복임신(Superfecundation)에 의해 몇 년전에 짝짓기한 수컷의 정자를 이용하여 수정하였을 것이라고 추정하였다. 2006년 12월 20일 잉글랜드 체스터 동물원의 암컷 코모도왕도마뱀 플로라(Flora)가 수정되지 않은 25개의 알을 낳았는데, 이 가운데 11개의 알이 부화 과정에 들어갔다. 이 가운데 태어난 새끼는 모두 네 마리로 모두 수컷이었다. 리버풀 대학교의 연구진은 유전자 조사 결과 플로라가 낳은 알들이 수컷과의 교배없이 단성생식으로 태어났다는 것을 밝혔고, 앞서 순가이가 낳은 새끼도 다시 조사하여 단성생식에 의한 것임을 확인하였다.
코모도왕도마뱀과 같은 파충류는 포유류의 XY 성결정 체계와 달리 ZW 성결정 체계를 갖는데, 성염색체인 Z 염색체와 W 염색체의 조합으로 암수가 결정된다. ZZ는 수컷이 되고 ZW는 암컷이 되는데, 암컷인 플로라가 단성생식으로 낳은 알들은 Z와 W 염색체로 감수 분열된 난자가 다시 중복하여 결합된 것으로, Z는 ZZ로 W는 WW로 결합되었다. 이 가운데 WW는 정상적이지 않아 태어나지 못하고 ZZ만이 태어나게 되어 결국 태어난 새끼는 모두 수컷이 된 것이다.

## 발견과 연구의 역사

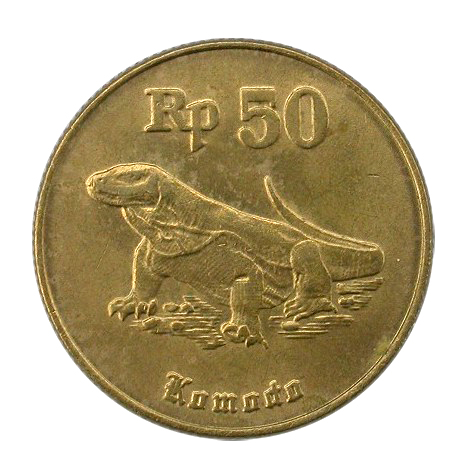
인도네시아 50 루피아 동전. 코모도왕도마뱀이 새겨져 있다.

코모도왕도마뱀이 유럽에 처음 알려진 것은 1910년으로 네덜란드 식민지 관리인 리위테난트 스테인 반 헨스브뢰크(Lieutenant van Steyn van Hensbroek)가 보고하였다. 1912년 소문이 널리 퍼지자 자바섬 보고르 동물원의 동물학 감독관이었던 페테르 오우웬스(Peter Ouwens)이 리위테난트가 가지고 있던 가죽 견본과 다른 여러 수집가들의 것들을 모아 보고서를 작성하였다. 1927년 런던 동물원에 살아있는 코모도왕도마뱀 두 마리가 보내졌다. 1928년 영국의 동물학자 조안 뷰챔프 프록터(Joan Beauchamp Procter)는 런던 동물학회에 자신이 관찰한 코모도왕도마뱀의 행동을 보고하였다. 1926년 W. 더글라스 버든이 코모도 섬을 탐험하여 12개의 견본을 수집하고 살아있는 코모도왕도마뱀 2 마리를 가지고 미국으로 돌아갔다. 이 탐험은 1933년 제작된 영화 킹콩의 소재가 되었다. 그는 견본 3 개를 미국 자연사 박물관에 기증하였다.
네덜란드는 많은 수의 코모도왕도마뱀 개채를 과학 조사를 이유로 사냥하였고, 이러한 사냥은 제2차 세계 대전이 끝나고 인도네시아가 독립한 뒤에도 60년대까지 이어졌다. 1969년에는 미국의 생물학자 월터 오펜버그가 11개월 동안 코모도 섬에 머무르며 코모도왕도마뱀을 추적 관찰하였다.

## 보호
현재 야생 상태에서 살고 있는 코모도왕도마뱀의 수는 4 - 5000 마리 정도로, 국제 자연 보전 연맹은 멸종위기 취약 단계로 지정하였다. 서식 분포는 플로레스섬에 2000여 마리, 코모도섬에 1700여 마리, 린카섬에 1300여 마리 순이다. 그러나 남아있는 코모도왕도마뱀의 혈연관계를 따져보면 350여 개의 가계에 불과하다. 이 때문에 인도네시아정부는 코모도왕도마뱀의 서식지를 코모도 국립공원으로 지정하여 보호하고 있다.

## 주해
1. ↑  사람이 이렇게 넓은 범위의 소리를 들을 수 있는 것은 등자뼈 외에도 달팽이관이 있기 때문이다.
2. ↑  가계의 수가 적어져 생물 다양성이 부족해지면 개체군 병목현상으로 인한 여러 가지 취약성이 생길 수 있다. - Pulves 외, 이광웅 이외 역, 생명 생물의 과학, 2006, 교보문고, ISBN 10-8970855165, 447-448 쪽

## 같이 보기
- 물왕도마뱀